# Virilia vota
Virilia vota — под этим наименованием подразумевается право иметь самостоятельный голос на сеймах германских государств в отличие от права составлять собирательный голос на сеймах (несколько голосов сейма составляли одну курию — Curiatstimme, в противоположность полному голосу (Virilstimme)).
Иногда в публицистике употребляют наименование virilia vota для обозначения чьего-либо участия в выборном собрании по праву, а не по выбору.